# Actinote travassosi
Actinote travassosi är en fjärilsart som beskrevs av D'almeida 1934. Actinote travassosi ingår i släktet Actinote och familjen praktfjärilar. Inga underarter finns listade i Catalogue of Life.